# Serixia proxima
Serixia proxima är en skalbaggsart som först beskrevs av Francis Polkinghorne Pascoe 1859.  Serixia proxima ingår i släktet Serixia och familjen långhorningar.
Artens utbredningsområde är Sri Lanka. Inga underarter finns listade i Catalogue of Life.